# Итеевский сельсовет
Итеевский сельсовет  — муниципальное образование в Илишевском районе Башкортостана.

## История
Согласно «Закону о границах, статусе и административных центрах муниципальных образований в Республике Башкортостан» имеет статус сельского поселения.

## Население
| 2002 | 2009  | 2010  | 2012  | 2013 | 2014 | 2015 |
| ---- | ----- | ----- | ----- | ---- | ---- | ---- |
| 1099 | ↘1018 | ↗1048 | ↘1021 | ↘987 | ↘967 | ↘952 |
| 2016 | 2017  | 2018  |       |      |      |      |
| ↘945 | ↘938  | ↘918  |       |      |      |      |

## Состав сельского поселения
| № | Населённый пункт | Тип населённого пункта       | Население |
| - | ---------------- | ---------------------------- | --------- |
| 1 | Итеево           | село, административный центр | →506      |
| 2 | Телепаново       | деревня                      | ↘307      |
| 3 | Буралы           | деревня                      | ↗235      |